# Миронов, Валерий Иванович
Валерий Иванович Миронов (19 декабря 1943, Москва, СССР — 20 апреля 2006, там же) — советский и российский военачальник, генерал-полковник (1991), кандидат военных наук.

## Биография
Родился 19 декабря 1943 года в Москве.

## Образование
Окончил Калининское суворовское военное училище (1955—1962); Московское высшее общевойсковое командное училище имени Верховного Совета РСФСР (1962—1965); курсы политсостава (1967); Военную академию имени М. В. Фрунзе (1970—1973); Военную академию Генерального штаба Вооружённых сил имени К. Е. Ворошилова (1982—1984).

## Военная служба
Службу проходил командиром мотострелкового взвода (1965—1967), заместителем командира мотострелковой роты по политической части (1967—1968), командиром мотострелковой роты (1968—1970) гвардейского мотострелкового полка гвардейской мотострелковой дивизии в Группе советских войск в Германии, заместителем командира мотострелкового полка (1973), начальником штаба мотострелкового полка (1973—1975), командиром мотострелкового полка (1975—1977), заместителем командира 58-й мотострелковой дивизии ТуркВО (1977—1979) и командиром (1979—1982) 108-й мотострелковой Невельской дивизии в Туркестанском военном округе.  
Генерал-майор (30.10.1981). В 1979—1982 годах принимал участие в боевых действиях в Афганистане. В августе 1982 года назначен заместителем командующего 40-й армии. В июне 1984 — декабре 1986 гг. — первый заместитель командующего 6-й общевойсковой армией. В декабре 1986 — мае 1988 гг. — командующий 6-й общевойсковой армией Ленинградского военного округа. С мая 1988 по март 1989 года — командующий 2-й гвардейской танковой армией Группы советских войск в Германии. С марта 1989 по август 1991 года — первый заместитель командующего войсками Ленинградского военного округа.
В августе — ноябре 1991 года — командующий войсками Прибалтийского военного округа.
С ноября 1991 по июнь 1992 года — командующий Северо-Западной группой войск (бывший Прибалтийский военный округ).
С июня 1992 года — заместитель Министра обороны РФ. Его деятельность была тесно связана с подготовкой кадров, развитием системы военного образования и работы с личным составом. В это же время являлся уполномоченным РФ по вопросам временного пребывания и вывода войск и сил флота с территории Прибалтики. В феврале 1995 года освобождён от должности заместителя Министра обороны РФ.
С марта 1995 года — главный военный эксперт при Правительстве РФ.
В ноябре 1998 года освобождён от должности и уволен с военной службы.
Умер 20 апреля 2006 года, похоронен в Москве на Троекуровском кладбище.

## Отзывы сослуживцев
Генерал армии С. И. Постников оставил воспоминания о состоянии 2-й Гв. ТА в 1989 году:

«Армией командовал генерал-майор Валерий Миронов. Он произвел на нас очень хорошее впечатление. Спокойный, рассудительный, знающий себе цену, он уверенно командовал армией. Что особенно в нём подкупало, так это отсутствие старания „подлакировать“ положение дел, выдать желаемое за действительное… Вскоре командующий 2-й Гв. ТА генерал В. И. Миронов был выдвинут на должность первого заместителя командующего войсками Ленинградского военного округа. Его всегда отличали высокий уровень оперативной подготовки, принципиальность и настойчивость в достижении цели.»— 

## Награды
- орден Ленина;
- орден Красного Знамени;
- орден «За службу Родине в Вооружённых Силах СССР» II степени;
- орден «За службу Родине в Вооружённых Силах СССР» III степени;

- орден Красного Знамени (Афганистан).